# Osmorhiza occidentalis
Espèce
Synonymes
- Glycosma occidentalis Nutt. ex Torr. & Gray[2]
- Osmorhiza ambigua (Gray) Coult. & Rose[2]

Osmorhiza occidentalis, l'Osmorhize occidentale, est une espèce de plantes à fleurs de la famille des Apiaceae. C'est une plante herbacée originaire de l'Ouest de l'Amérique du Nord, y compris le Nord-Ouest des États-Unis et la Californie. Elle est présente dans les zones boisées, le plus souvent entre 1 200 et 3 000 m d'altitude. 

## Description
Osmorhiza occidentalis est une plante herbacée vivace dressée pouvant dépasser un mètre de hauteur. 
Les feuilles vertes ont des limbes jusqu'à 20 cm de longueur qui sont divisés en folioles dentées et irrégulièrement coupées. Le limbe est porté par un long pétiole. 
L'inflorescence est une ombelle composée de nombreuses petites fleurs jaunâtres à l'extrémité d'un pédoncule en forme de tige. Le fruit est allongé et étroit et mesure jusqu'à 22 mm de longueur.

## Liste des variétés
Selon Tropicos (14 octobre 2021) :
- variété Osmorhiza occidentalis var. bolanderi (A. Gray) J.M. Coult. & Rose
- variété Osmorhiza occidentalis var. occidentalis